# Панібудьласка Володимир Федорович
Володимир Федорович Панібудьласка (14 липня 1929, Петриківка — 26 липня 2011) — український історик, політолог, дослідник історії міжнаціональних відносин, доктор історичних наук (з 1976 року), професор (з 1981 року). Лауреат Державної премії УРСР в галузі науки і техніки (за 1984 рік).

## Біографія
Народився 14 липня 1929 року в селі Петриківці (нині селище міського типу Дніпропетровської області). По закінченні середньої школи вчився живопису в Дніпропетровському художньому училищі, потім у художньому інституті. 1954 року закінчив історичний факультет Дніпропетровського державного університету. Працював вчителем школи № 54 міста Дніпропетровська. У 1958–1961 роках — аспірант кафедри історії КПРС Київського державного університету. У 1961 році, під керівництвом Й. Д. Ремезовського, захистив кандидатську дисертацію на тему: «Комуністична партія — організатор і керівник комсомолу України. 1919—1920 рр.». Після захисту працював молодшим науковим співробітником, старшим науковим співробітником Інституту історії партії при ЦК КПУ. У 1964–1977 роках — молодший науковий співробітник відділу історії соціалістичного і комуністичного будівництва, старший науковий співробітник відділу історії комуністичного будівництва Інституту історії АН УРСР. У 1976 році захистив докторську дисертацію на тему: «Зміцнення дружби і інтернаціональної єдності народів СРСР в умовах розвинутого соціалізму». У 1977–2009 роках — завідувач кафедри історії КПРС і наукового комунізму Київського інженерно-будівельного інституту, керівник кафедри політичних наук. Після переходу на викладацьку роботу продовжував займатися науково-дослідною діяльністю.
Був членом правління секції суспільних наук Українського товариства дружби і культурних зв'язків із зарубіжними країнами, працював на керівних посадах у товаристві «Знання».
У 1990-х роках очолював науково-експертну раду Міністерства освіти й науки України за фаховим напрямом «Історія», а також працював в її секції «Філософія та історія», був членом редколегій «Українського історичного журналу» й часопису «Проблеми міграції», керівником наукової програми «Етнонаціональна історія України». Під його керівництвом і за його авторством вийшли:
- «Мала енциклопедія етнодержавознавства»;
- «Міграційні процеси в сучасному світі: світовий, регіональний та національний виміри»;
- довідник «Національні процеси в Україні: історія і сучасність. Документи і матеріали» (у 2 томах);
- «Голодомор в Україні 1932—1933»;
- «Українська мова як державна: освіта, політика»[3].

Вченого було обрано академіком українських академій історичних та політичних наук. У 2001 році йому присвоєне почесне звання заслуженого діяча науки й техніки України. У 2007 році, указом Президента України, нагороджений орденом «За заслуги» III ступеня.
Помер 26 липня 2011 року.

## Наукова діяльність
Тривалий час досліджував проблеми історії СРСР, УРСР, проблеми міждержавних та міжнаціональних відносин, історії КПРС, КПУ, комсомолу, виховної роботи з молоддю тощо. В останні роки, особливо з 1991 року, почав активно розробляти політологічну тематику. Його наукова діяльність була сконцентрована навколо питань соборності України, консолідації українського суспільства, етнонаціональної історії України та політології. Основні праці:
- Ленінська національна політика у дії. — Київ, 1987;
- Ленінська політика інтернаціоналізму. — Київ, 1986 (у співавторстві);
- Сила великої дружби. — Київ, 1982;
- В единой семье народов. — Москва, 1979 (у співавторстві);
- Інтернаціоналістська єдність радянської молоді. — Київ, 1978;
- Дружба і співробітництво українського народу з братніми народами СРСР. 1959—1965 рр. — Київ, 1967.

Був членом редакційних колегій та авторських колективів фундаментальних видань «Історія Української РСР» й «Історія міст і сіл Української РСР».
Підготував 3 докторів та понад 30 кандидатів наук.